# Amt Trittau
Amt Trittau er et amt i det nordlige Tyskland, beliggende i den sydlige del af Kreis Stormarn. Kreis Stormarn ligger i den sydøstlige del af delstaten Slesvig-Holsten. Amtets administration er beliggende i byen Trittau.

## Kommuner i amtet
| 1. Grande 2. Grönwohld 3. Großensee 4. Hamfelde | 1. Hohenfelde 2. Köthel 3. Lütjensee | 1. Rausdorf 2. Trittau 3. Witzhave |

## Historie
Trittau amt oprettedes sandsynligvis i 1460, da den holstenske adel valgte kong Christian I. til greve af Holsten og Stormarn, efterfølgende grev Adolf VIII., ved hvis død 1459 adelsslægten greve af Schauenburg og Holsten uddøde. Kong Christian I. kan straks efter valget have oprettet amtet Trittau (dengang skrevet Trittow) og indsat en amtmand på slottet.
Eventuelt, at amt Trittau oprettedes efter, at kong Christian III. ved freden i Stockelsdorf den 18. november 1534 med lybækkerne atter blev herre over byen og slottet Trittau, som Lybæk i 1532 havde erobret.
Ved delingen 1544 af hertugdømmet Holsten mellem kong Christian III. og halvbrødrene Hans den Ældre og Adolf, blev Adolf tillagt bl. a. Amt Trittow og de 2 nærliggende klostre Cismar og Reinbeck (begge hørende under Amt Oldenborg, som Adolf ligeledes blev tildelt).
I 1773 kom amtet under den danske konge og helstaten opstod. I december 1863 blev amtet sammen med det øvrige Holsten ved eksekution besat af forbundstropper. I 1866 overtog Preussen efter freden i Prag alle rettigheder fra Østrig, og i 1867 blev amtet nedlagt og kom under den da dannede Kreis Stormarn.
I 1889 blev Amtsbezirk Trittau oprettet. Efter nedlæggelsen af Godsbezirkene i 1928/29 hørte kommunerne Grande, Hamfelde, Hohenfelde, Köthel, Rausdorf og Trittau til et Amtsbezirk, som blev afløst af Amt Trittau i 1948. Den nuværende udstrækning er fra kommunalreformen i 1970'erne.

## Eksterne kilder og henvisninger
1. ↑  "Kommunesammenlægning"
2. ↑  Caspar Danckwerth: Newe Landesbeschreibung Der Zwey Hertzogthümer Schleswich und Holstein. Arkiveret 26. august 2021 hos  Wayback Machine Husum, 1652. - side 5.

- Amt Trittau